# Хајдерабад (Индија)
Хајдерабад је главни град индијске државе Андра Прадеш и налази се у области Телангана. Метропола има 6,1 милиона становника те је по величини пети град у Индији и четрдесети у свету. Хајдерабад је познат по својој богатој историји, аутентичној култури и архитектури због свог положаја између аријевског севера и дравидског југа. Хајдерабад је једно од ретких градова где хиндуси и муслимани живе у миру вековима.
Дијалект хиндија који се говори у Хајдерабаду разликује се од осталих дијалеката у овој савезној држави. Овде се говори и телугу који има примеса локалног урду језика муслимана.
Хајдерабад је такође један од најразвијенијих градова у Индији, информациона технологија је у полету, а град је средиште биотехнологије. Вештачко језеро Хусаин Сагар које је изграђено за време шаха Ибрахима Кутаба 1562. дели Хајдерабад од Секундерабада. Споменик Чарминар (урду: Четири минарета), који је изграђен у центру Хајдерабада за време владавине шаха Мухамеда Кутаба 1591, посвећен је искорењивању куге у овом региону.

## Географија

### Клима
Хајдерабад има тропску влажну и суву климу (Кепен Aw) на граници топле полусуве климе (Кепен BSh). Годишња просечна температура је 26,6 °C; месечне средње температуре су 21–33 °C. Лета (март–јун) су топла и влажна, са просечним високим температурама у опсегу 25-30 °C; максималне температуре често превазилазе 40 °C између априла и јуна. Најниже температуре се јављају у децембру и јануару, кад најнижа температура понекад падне до 10 °C. Мај је најтоплији месец, кад је дневни температурни опсег од 26 до 39 °C (79–102 °); децембар је најхладнији са температурама које варирају од 14,5 до 28 °C (57–82 °).
Тешке кише од југозападних летњих монсуна падају између јуна и септембра, снабдевајући Хајдерабад са највећим делом његових средњих годишњих падавина. Од кад се започело са вођењем евиденције у новембру 1891, највеће падавине забележене у 24-сатном периоду су биле од 241,5 mm (10 in) дана 24. августа 2000. Највиша температура икад забележена је била 45,5 °C дана 2. јуна 1966, а најнижа је била 6,1 °C дана 8. јануара 1946. Град добија 2.731 сунчаних часова годишње; максимално дневно сунчано излагање се јавља у фебруару.
| Показатељ \ Месец                                                                                     | .Јан.       | .Феб.        | .Мар.        | .Апр.        | .Мај.        | .Јун.         | .Јул.         | .Авг.         | .Сеп.         | .Окт.        | .Нов.        | .Дец.       | .Год.          |
| --- | ----------- | ------------ | ------------ | ------------ | ------------ | ------------- | ------------- | ------------- | ------------- | ------------ | ------------ | ----------- | -------------- |
| Апсолутни максимум, °C (°F)                                                                           | 35,9 (96,6) | 39,1 (102,4) | 42,2 (108)   | 43,3 (109,9) | 44,5 (112,1) | 45,5 (113,9)  | 37,4 (99,3)   | 36,1 (97)     | 36,1 (97)     | 36,7 (98,1)  | 34,0 (93,2)  | 33,8 (92,8) | 45,5 (113,9)   |
| Максимум, °C (°F)                                                                                     | 28,8 (83,8) | 31,9 (89,4)  | 35,4 (95,7)  | 37,9 (100,2) | 39,0 (102,2) | 34,5 (94,1)   | 30,8 (87,4)   | 29,8 (85,6)   | 30,5 (86,9)   | 30,6 (87,1)  | 29,0 (84,2)  | 28,0 (82,4) | 32,2 (90)      |
| Просек, °C (°F)                                                                                       | 22,2 (72)   | 25,1 (77,2)  | 28,4 (83,1)  | 31,5 (88,7)  | 33,0 (91,4)  | 29,3 (84,7)   | 27,0 (80,6)   | 26,2 (79,2)   | 26,6 (79,9)   | 25,7 (78,3)  | 23,2 (73,8)  | 21,6 (70,9) | 26,7 (80,1)    |
| Минимум, °C (°F)                                                                                      | 15,2 (59,4) | 17,6 (63,7)  | 20,8 (69,4)  | 24,3 (75,7)  | 26,2 (79,2)  | 24,0 (75,2)   | 22,6 (72,7)   | 22,1 (71,8)   | 22,0 (71,6)   | 20,3 (68,5)  | 16,9 (62,4)  | 14,5 (58,1) | 20,5 (68,9)    |
| Апсолутни минимум, °C (°F)                                                                            | 6,1 (43)    | 8,9 (48)     | 13,2 (55,8)  | 16,0 (60,8)  | 16,7 (62,1)  | 17,8 (64)     | 18,6 (65,5)   | 18,7 (65,7)   | 17,8 (64)     | 11,7 (53,1)  | 7,4 (45,3)   | 7,1 (44,8)  | 6,1 (43)       |
| Количина кише, mm (in)                                                                                | 13,2 (0,52) | 7,9 (0,311)  | 15,3 (0,602) | 20,2 (0,795) | 35,7 (1,406) | 103,8 (4,087) | 169,9 (6,689) | 178,7 (7,035) | 158,3 (6,232) | 97,2 (3,827) | 22,4 (0,882) | 5,9 (0,232) | 828,5 (32,618) |
| Дани са кишом (≥ 1.0 mm)                                                                              | 0,6         | 0,8          | 1,0          | 2,1          | 3,4          | 10,0          | 12,4          | 14,1          | 9,7           | 6,3          | 2,9          | 0,7         | 64,0           |
| Релативна влажност, %                                                                                 | 56          | 49           | 39           | 37           | 39           | 61            | 71            | 74            | 72            | 63           | 58           | 57          | 56             |
| Сунчани сати — месечни просек                                                                         | 278,6       | 269,3        | 263,4        | 273,7        | 281,5        | 179,8         | 141,1         | 137,3         | 167,2         | 227,3        | 247,1        | 263,2       | 2.729,5        |
| Извор #1: Индијски метереолошки департман (просечне високе и ниске температуре и падавине, 1951–2000) |             |              |              |              |              |               |               |               |               |              |              |             |                |
| Извор #2: NOAA (средња температура, просечни број кишних дана, влажност и сунчаност 1971–1990)        |             |              |              |              |              |               |               |               |               |              |              |             |                |

## Историја
Хајдерабад је основао шах Мухамед Кули Кутаб на реци Муси 1590. Град је изграђен због несташице воде у старој престолници Голконди где је владала династија Кутаб.
Теорије које објашњавају етимологију имена Хајдерабад су резличите. Једно предање говори како се Мухамад Кутаб заљубио у овдашњу девојку Бхагамати пошто је изградио град. Тада је град назван Бхагјанагарам. После преласка ове девојке у ислам, Бхагамати је променила име у Хајдер Махал тако да се име града такође променило и буквално значи „Хајдерин град“.
Када је Индија добила независност 1947, последњи низам (владар области око Хајдерабада), желео је да област буде независна или под врховном влашћу Велике Британије. Индијска унија се налазила свуда око ове државе тако да су успостављени трговински односи са њом. Овакво стање се није дуго могло одржати због борби локалних комуниста који су желели уједињење са Индијом и тадашње низамове војске.
Пошто је насиље измакло контроли Индија је решила да узме ствари у своје руке и започела је полицијску акцију у граду. Хајдерабад је био заузет после пет дана борби 17. септембра 1948. Област је по први пут добила демократску владу и била је део Индијске уније као посебна држава следећих осам година.
Дана 1. новембра 1956. државе у Индији су реорганизована на лингвистичком основу. Област Хајдерабада је подељена на државе Андра Прадеш, Бомбај (касније: Махараштра) и Карнатака. Држава Андра Прадеш у којој се налази Хајдерабад има велику Телугу језичку заједницу.

## Економија
Хајдерабад је познат као град бисера, језера и, касније, ИТ компанија. Производи као што су предмети од сребра, сари, разне слике и аптифакси, одела од сребра и памука праве се и продају у овом граду вековима.
Хајдерабад је познат по својим академским институтима и истраживачким лабораторијама. Постоје и приватни и државни институти из разних области. Они су једни од најбољих у земљи и привлаче многе научнике из Индије и шире.

## Образовање
У Хајдерабаду постоје десет универзитета од којих су неки, заправо, колеџи или специјализовани институти. Најпознатији и најстарији је Универзитет Османија.

## Становништво
Према незваничним резултатима пописа, у граду је 2011. живело 6.809.970 становника.
| 1991.     | 2001.     | 2011.     |
| --------- | --------- | --------- |
| 3.059.262 | 3.449.878 | 6.809.970 |

Религијски и културално град је подељен на муслимане и хиндусе, са приметним бројем хришћана. Језици су телугу, урду и хинди. Има доста људи из разних крајева који су мигрирали у град у потрази за послом. Они имају своју културу и говоре језиком из области одакле су пореклом.

## Партнерски градови
- Исфахан
- Казањ
- Сувон
- Мантова
- Риверсајд
- Индијанаполис
- Медељин